# Резиденције династије Савоја
Резиденције династије Савоја представљају скуп грађевина у Торину које су 1997. године уписане на UNESCO-в списак места Светске баштине у Европи као пример „европске монументалне архитектуре 17. и 18. века, где грађевине својим стилом, димензијама и простором материјално и опипљиво илуструју превласт доктрине апсолутне монархије”.
Године 1562, Савојски војвода Емануел Филиберт је, преместивши своју престоницу у Торино, започео изградњу серије грађевина коју су наставили његови наследници, како би демонстрирао моћ своје владајућe династије. Овај изванредан комплекс грађевина који укључује многе љетњиковце и ловачке кућe дизајнирали су и украсили водеће архитекте тог времена, а сви су организовани у руралном крајолику и смештени радијално од владарског средишта - Краљевске палате у Торину.

## Попис локалитета
| Слика | Име                          | Локација       | Изградња    | Координате                                              | Напомена |
| ----- | ---------------------------- | -------------- | ----------- | ------------------------------------------------------- | --- |
|       | Краљевска палата у Торину () | Торино         | 1562—1663.  | 45° 04′ 22″ С; 7° 41′ 10″ И / 45.0727° С; 7.686° И      | Бивша бискупска палата, због стратешког положаја претворена у резиденцију савојских владара. Краљевску палату династије Савоја је увелико модернизовала Кристина Марија од Француске, војвоткиња Савоје 1637—1648. године, а у 18. веку архитекта Филипо Јувара. |
|       | Палата Мадама                | Торино         | 1643—1721.  | 45° 02′ 29″ С; 7° 24′ 39″ И / 45.0415° С; 7.4109° И     | На њеном месту су некада стајала римска градска врата из 1. века, која су касније претворена у утврђење, а у 14. веку у дворац породице Савоја. Кристина Марија од Француске, војвоткиња Савоје (1637—1648), одабрала га је за своју резиденцију, а њена наследница Марија Ивана је овластила архитекту Филипа Јувара да је уреди у барокном стилу, али су радови на овој грађевини обустављени 1721. године. |
|       | Палата Карињано              | Торино         | 1679.       | 45° 02′ 27″ С; 7° 24′ 40″ И / 45.0408° С; 7.4110° И     | Палата је добила име по принчевима Карињана, а налази се у средишту Торина (Via Accademia delle Scienze) и данас је Музеј Уједињења Италије. Њено славно заобљено барокно прочеље извео је славни архитекта Гуарино Гуарини. |
|       | Дворац Валентино             | Торино         | 1630—1660их | 45° 01′ 53″ С; 7° 24′ 39″ И / 45.0315° С; 7.41079° И    | Средњовековни дворац је у барокном стилу обновила војвоткиња Кристина Марија у 17. веку, а 1860их је обновљен у Архитектонски факултет, да би данас био седиште Архитектонског факултета Политехничког Универзитета у Торину. |
|       | Вила дела Регина             | Торино         | 18. век     |                                                         | Асканио Витоци је дизајнирао палату мало изван Торина 1615. године, а 1637. године она је постала краљевска резиденцијја кардинала Мауриса Савојског и вршила ту улогу до 1684. године, када је припала краљици Сицилије, Ана-Марији Орлеанској. |
|       | Палата Ступиниђи             | Ступиниђи      | 1729.       | 44° 35′ 39″ С; 7° 21′ 41″ И / 44.5942° С; 7.3614° И     | Краљевски дворац из 15. века је у 18. веку Филипо Јувара претворио у краљевску ловачку ложу за краља Сардиније Виктора Амадеуса II. Палата и парк су проширени за време владавине Карла Емануела III, па је палата на крају имала 137 просторија и 17 галерија на 31.050 m². |
|       | Палата Венарија Реале        | Венарија Реале | 1675.       | 45° 08′ 10″ С; 7° 37′ 35″ И / 45.1362° С; 7.62644° И    | Ово је једна од највећих палата на свету, изграђена за војводу Карла Емануела II као полазно место за његове ловачке експедиције у торинска брда. Њено име на латинском гласи "Venatio Regia" што значи "Краљевско ловиште". |
|       | Дворац Мандрија              | Венарија Реале | 1708—1720их | 45° 04′ 51″ С; 7° 22′ 23″ И / 45.0807° С; 7.3731° И     | Дворац у селу Мандрија изградио је Филипо Јувара, а постао је краљевска резиденција 1863. године за време владавине Виктора Емануела II, краља Италије, који га је проширио на 35.000 m² са три унутрашња дворишта величине око 100 m. |
|       | Дворац Риволи                | Риволи         | 1706.       | 45° 02′ 28″ С; 7° 18′ 25″ И / 45.0412° С; 7.307° И      | Барокна грађевина изграђена на месту некадашњег дворца из 9. или 10. века, који је претворен у резиденцију династије Савоја у 11. веку, као и у место Савојског сеоског већа у 12. веку. Недовршено дело Филипа Јувара за Виктора Амадеуса II, кога је након абдикације 1731. године, овде заточио његов син Карло Емануел III, па је он ту и преминуо 1732. godine. Данас се у овом дворцу налази Музеј модерне уметности у Торину. |
|       | Дворац Аље                   | Аље            | 17. век     | 45° 13′ С; 7° 28′ И / 45.22° С; 7.46° И                 | Дворац из 12. века који је у 17. веку претворен у раскошну барокну резиденцију војводе Филипа д'Аљеа, коју су уништили Французи 1706. године. Године 1765. откупио га је Карло Емануел III Савојски за свог сина Бенедета Савојског који га је 1770их радикално уредио према плановима архитекте Бирађија ди Боргара. Од тада је била летња резиденција краљева Сардиније. Дворац је окружен енглеским и италијанским парком, има монументално прочељe с фонтаном и два степеништа, а изнутра има 300 просторија.                                                           |
|       | Дворац Монкалијери           | Монкалијери    | 17. век     | 45° 00′ 03″ С; 7° 24′ 41″ И / 45.0008° С; 7.41125° И    | Дворац из 12. века, изграђен на стратешком положају јужног прилаза Торину, у 17. је веку Јоланда од Валое, жена војводе Амадеуса IX Савојског, претворила у љетњиковац. Архитекта Карло ди Кастеламонте је знатно проширио његову спољашњост, а према његовим плановима локални уметници су украсили његову унутрашњост. Од тада га је интензивно користила породица Савоја до 1798. године када су га окупирали Французи до 1814. године. |
|       | Дворац Ракониђи              | Ракониђи       | 18. век     | 44° 27′ 40″ С; 7° 24′ 12″ И / 44.46098° С; 7.40335° И   | Гуарино Гуарини је крајем 17. века од утврђења из 11. века изградио раскошну резиденцију за Емануела Филиберта, војводу Карињана. Архитекта је изнад дворца око четвртастог дворишта подигао средишњу грађевину с кровом у облику пагоде, а два северна торња је заменио павиљонима с куполама и мермерним лантернама на угловима. Лудовико Луиђи Виторио од Карињана је дворац крајем 18. века проширио и богато украсио изнутра, али и изградио раскошни француски парк који је уредио француски архитекта крајолика Андре ле Нотр, славан по парковима Версајске палате. |
|       | Поленцо имање                | Поленцо        | 19. век     | 44° 41′ 05″ С; 7° 53′ 45″ И / 44.684739° С; 7.895866° И | Патрициј Висконти Антонио Поро је 1386. године изградио дворац на рушевинама старијег дворца који је постао резиденција Маркиза Ромањана. У другој половини 16. века обновљен је у маниристичком стилу, а 1832—47. године, Карло Алберт Савојски га је уредио у духу неоготике. |
|       | Дворац Говоне                | Говоне         | 18. век     | 44° 28′ 48″ С; 8° 03′ 36″ И / 44.480° С; 8.060° И       | Средњовековни дворац је Карло Феликс Савојски преуредио почетком 19. века према својим нацртима у раскошну летњу резиденцију. Најзнаменитији су његово монументално степениште, соба кинеских карти, дворана за бал осликана призорима живота Ниобе и средишња велика дворана обогаћена илузионистичким скулптурама. |
|       | Палата Валкасото             | Валкасото      | 19. век     | 44° 07′ 12″ С; 8° 06′ 00″ И / 44.120° С; 8.10° И        | Разрушени картузијански самостан из 11. века који је 1837. године припао породици Савоја.Краљ Карло Алберт Савојски уредио је монашки двор у летњу резиденцију коју је његов син, Виктор Емануел II, користио као ловачку ложу. Краљ Умберто I продао је ову палату приватнику, а од 2000. године она представља Музеј покрајине Пијемонт. |